# Knut Wijkmark
Knut Wijkmark, född 14 oktober 1849 i Sandhems socken, Skaraborgs län, död 29 april 1922 i Falköping, var en svensk godsägare och riksdagspolitiker. Han var far till Nils Wijkmark.
Wijkmark var elev vid Skara högre elementarläroverk 1859–1867 och vid lantbruksskola 1868–1869. Han var ägare till godset Torp i Velinga församling, Skaraborgs län. Som riksdagsman var han ledamot av första kammaren 1888-1891 för Skaraborgs län.